# Orostachys
Orostachys is een geslacht van succulenten uit de Vetplantenfamilie. De soorten komen voor in China, Japan, Kazachstan, Korea, Mongolië en Rusland.

## Soorten
- Orostachys aggregata
- Orostachys cartilaginea
- Orostachys chanetii
- Orostachys fimbriata
- Orostachys iwarenge
- Orostachys japonica
- Orostachys malacophylla
- Orostachys minuta
- Orostachys paradoxa
- Orostachys sikokiana
- Orostachys spinosa
- Orostachys thyrsiflora

Adromischus · Aeonium · Aichryson · Chiastophyllum · Cotyledon · Crassula · Diamorpha · Dudleya · Echeveria · Graptopetalum · Greenovia · Hylotelephium (Hemelsleutel) · Hypagophytum · Jovibarba · Kalanchoe (Kalanchoë) · Lenophyllum · Monanthes · Orostachys · Pachyphytum · Perrierosedum · Phedimus (Vlak vetkruid) · Pistorinia · Prometheum · Pseudosedum · Rhodiola · Rosularia · Sedum (Vetkruid) · Sempervivum (Huislook) · Thompsonella · Tylecodon · Umbilicus · Villadia